# Niels Skave
Niels Skave (død november 1500) var biskop i Roskilde Stift.
Han var en søn af Hr. Niels Jensen Skave til Eskildstrup og Dorothea Herlufsdatter (Snekken). I 1470 forekommer han som kannik i Roskilde, og i 1483 blev han provst i Viborg; måske allerede i det sidstnævnte år, men i alt fald 1484 og 1485 var han kongens kansler. I 1485 blev han valgt til biskop i Roskilde; det siges, at valget skyldtes kongens indflydelse og ikke skete med kapitlets fri vilje. Allerede 1486 finder man ham imidlertid i strid med enkedronning Dorothea (der optrådte som kronens repræsentant) om omfanget af bispestolens fjerding i Roskilde by og om bispens rettigheder her. I 1487 havde Niels Skave deltaget i de fleste andre rigsråders valg af Christian 2. til Kong Hans' eventuelle efterfølger; men mærkelig nok er han 4 år senere den eneste rigsråd, af hvem der vides at være blevet forlangt et nyt løfte om at hjælpe Christian til at blive konge efter faderens død. Og fra 1493 indvikles bispen i nye stridigheder med kronen, som trække ud gjennem adskillige år: bispestolen rejser atter sit gamle krav på København, uden dog at opnå noget herved; modsat fordrer kongen erstatning, fordi et pantelen i Ods Herred, som bispedømmet i lang tid havde haft af kronen, var blevet forringet i værdi, og virkelig måtte Niels Skave finde sig i en betydelig nedsættelse af den sum, hvorfor dette len var pantsat. Også med hofmesteren Poul Laxmand kom bispen i strid og ligeså med Sorø Kloster; i det hele synes han at have været en ret stridbar natur. Han døde år 1500 (15. eller måske 12. november) og blev begravet i Roskilde Domkirke, hvor han havde stiftet et Vor Frue alter.